# Andreas Ludwig Krüger
Andreas Ludwig Krüger (* 17. Januar 1743 in Potsdam; † 15. Juni 1822 in Berlin) war ein deutscher Architekt, Kupferstecher und Zeichner.

## Familie
Andreas Ludwig Krüger, Neffe und Schüler von Andreas Krüger, ist der Stammvater einer bedeutenden Potsdamer Architektenfamilie, deren letzter Spross Ferdinand Krüger, Geheimer Baurat in Potsdam und einer der Architekten der Potsdamer Erlöserkirche und des Gebäudes der Kaiserin-Augusta-Stiftung, 1917 verstarb.
Als Nachfahre des Brandenburgischen Geschlechts Koppehele (von väterlicher Seite) war Andreas Ludwig Krüger dem Kreis der an der George Koppehl’schen Familienstiftung Genussberechtigten zugehörig.

## Leben und Werk

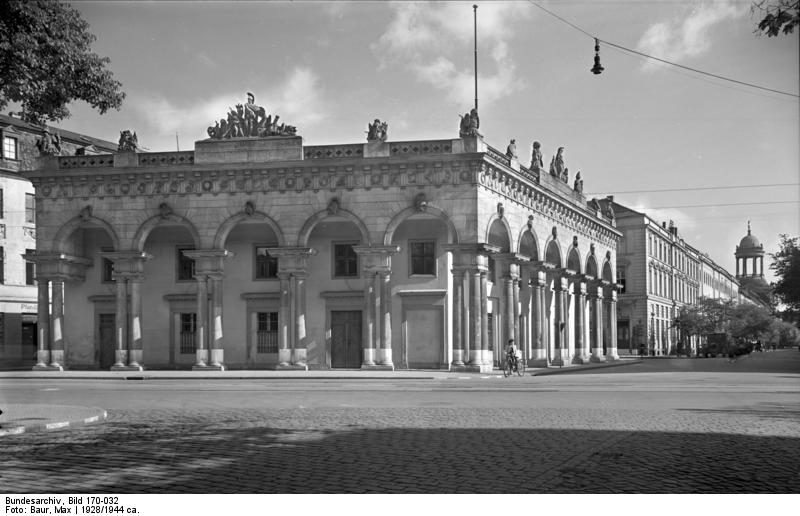
Potsdam, Alte Wache (1795–97)

Andreas Ludwig Krüger war Sohn des Brauers und Gutsbesitzers Ludwig Krüger in Potsdam.
Schüler seines Onkels, studierte er zunächst Malerei, trat 1774 als Zeichner und Baukondukteur in das „Königliche Bau-Comptoir“ in Potsdam ein, wo er (gegen 1790) Hofbaurat und später Oberbaurat wurde. Als talentiertester Potsdamer Zeichen des 18. Jahrhunderts war er ab 1788 Zeichenlehrer der Prinzen Louis Ferdinand und Friedrich Wilhelm (dem späteren König Friedrich Wilhelm III. von Preußen) von Preußen. Als Architekt arbeitete Krüger zunächst unter Carl von Gontard (1731–1791) und Georg Christian Unger (1743–1799). Er leitete den Innenausbau des Marmorpalais in Potsdam (1788–90) nach Entwürfen von Carl Gotthard Langhans und war überdies für die Ausführung zahlreicher Gebäude im anliegenden Neuen Garten verantwortlich.
Im Stadtgebiet haben sich das Wachhaus (1795–97) und der elegante ehemalige Kutschpferdestall am Neuen Markt (1787–91) erhalten, seine wahrscheinlich charakteristischsten Bauten in Potsdam, ferner mehrere von ihm erbaute Wohnhäuser. Bei seinen selbstständigen Leistungen als Architekt war Krüger stark vom Zopfstil Gontards und vor allem Ungers beeinflusst, so dass es schwierig ist, seine eigene Formensprache in allen Einzelheiten zu erfassen und von anderen zu unterscheiden. Als Kupferstecher schuf Krüger ebenfalls bedeutende Arbeiten: am bekanntesten ist seine Serie von Potsdam-Ansichten. Zwischen 1779 und 1781 schuf er zwölf Stiche nach eigenen Entwürfen, die mit anderen 1798 veröffentlicht wurden. Er fertigte für einige der Potsdamer Veduten von Johann Friedrich Meyer die Vorlagen und ist auch selbst als Maler hervorgetreten. Sein Leben und Werk bedürfen der wissenschaftlichen Aufarbeitung.
Er heiratete am 22. April 1773 Marie Friederike Meyer (1752–1843), Tochter des Kunstmalers Johann Friedrich Meyer. Sein Sohn Friedrich Ludwig Carl Krüger (* um 1774 in Potsdam; † 1828 ebenda) arbeitete ebenfalls als Architekt und Kupferstecher. Andreas Ludwig Krüger war im 18. Jahrhundert der erste Meister vom Stuhl der Freimaurerloge Teutonia in Potsdam, die ihren Sitz im Haus Benkertstraße 3 hatte.